# Anthreptes orientalis
Beija-flor-queniano ou nectarínia-de-rabadilha-turquesa (Anthreptes orientalis) é uma espécie de ave da família Nectariniidae.
Pode ser encontrada nos seguintes países: Djibouti, Etiópia, Quénia, Ruanda, Somália, Sudão, Tanzânia e Uganda.